# Рућане-Њида
Рућане-Њида (пољ. Ruciane-Nida) град је у Пољској у Војводству варминско-мазурском. По подацима из 2012. године број становника у месту је био 4752.

## Становништво
| 2012. |
| ----- |
| 4.752 |